# Going back in time (Jan Keizer)
Going back in time is een serie van drie albums van Jan Keizer waarmee hij een reeks van good old classics ten gehore brengt.
Deze albums zijn uitgebracht in najaar 2001, voorjaar 2003 en najaar 2004. Het bevatten voornamelijk Engelstalige covers uit de jaren 50, '60 en 70: de tijd van zijn eigen jeugd. De albums heten dan ook heel toepasselijk "Going Back In Time". In de zomer van 2003 is er ook een dvd-versie van uitgebracht: "The Sixties".

## Verloop
Na een trage start - in de eerste weken na de release blijft een notering in de albumlijst uit - komt de verkoop van het eerste album na de uitzending van de televisiespecial toch op gang. Uiteindelijk bereikt het album in het voorjaar van 2002 een respectabele notering in de Album Top 100. Ook tijdens de tournee van BZN worden enkele liedjes van zijn soloplaat op het podium gebracht, waaronder de all-time evergreen You'll Never Walk Alone.
Dit album werd uiteindelijk goud, wat betekent dat er zo'n 50.000 exemplaren van over de toonbank gingen.